# Okiep

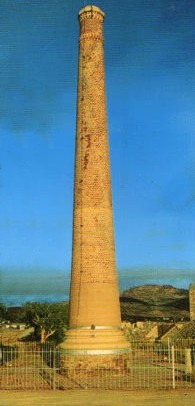
Ventilation shaft von 1880

Okiep ist eine Stadt mit rund 6304 Einwohnern (Volkszählung 2011) in der Gemeinde Nama Khoi, Distrikt Namakwa, Provinz Nordkap in Südafrika. Sie liegt auf eine Höhe von 1159 Meter an der Straße N7, acht Kilometer nördlich von Springbok und 118 Kilometer südlich von Vioolsdrift.
Der Stadtname in seiner ursprünglichen Schreibweise O’okiep leitet sich vom Nama-Wort U-gieb ab, welches „große Brackwasserquelle“ oder „Ort des großen Brackwassers“ bedeutet.

## Geschichte
Die Stadt war die erste Bergbaustadt in Südafrika und einst das Zentrum des Kupferbergbaus in Südafrika. Hier gewannen indigene Bergleute Kupfer, lange bevor die Niederländische Ostindien-Kompanie diese Lagerstätte 1685 im Rahmen einer Expedition auf Veranlassung des Simon van der Stel erstmals erkundete. Diese Expedition begann am 25. August und stand unter Leitung des Friederich Mathias van Werlinckhof. Im Juli 1761 startete unter Führung von Hendrik Hop eine weitere Expedition in das Namaqualand, wodurch sich die bisherigen Kenntnisse über die Ausdehnung der Kupfererzlagerstätte erweiterten. Das höffige Gebiet erstreckt sich im Umfeld der Bergbaustadt auf einer Fläche von etwa 3000 Quadratkilometern.
Ende des 19. Jahrhunderts zählte die Kupfergewinnung zu den ergiebigsten im südlichen Afrika. Die reichen Kupfervorkommen wurden ab 1852 durch europäische Einwanderer hier abgebaut. Anfangs wurde das Erz mit Ochsenkarren von den Minen zum Hafen nach Port Nolloth transportiert, um es dort verschiffen zu können, ab etwa 1865 mit einer Schmalspurbahn. Da es an Wasser für die Dampflokomotiven mangelte, wurden die Wagen bis 1890 von Maultieren gezogen. Um 1918 wurde der Kupferabbau von Okiep erstmals eingestellt, nach 1922 wieder aufgenommen und bis Ende der 1920er Jahre betrieben. Zwischen 1931 und 1937 ruhte der Abbau. Im Jahre 1940 errichtete ein amerikanisch-kanadisches Unternehmen einige Verhüttungsanlagen. Der Kupferbergbau in der Umgebung von Okiep bestand über das Jahr 1961 hinaus.
Für die Wasserversorgung der Bergbaustadt baute man eine 27 Kilometer lange Pipeline, in der Grundwasser aus dem Trockental im Mittellauf des Buffels River zum Bestimmungsort gepumpt wurde. Die auf diesem Wege verfügbare Wassermenge begrenzte jedoch den jährlichen Ertrag des gewonnenen Kupfererzes auf maximal 1,8 Millionen Tonnen.

## Sehenswürdigkeiten
- Frühlingsblüte des Namaqualandes
- Ventilation shaft

eine 1880 durch die Cape Copper Company erbaute Bewetterungseinrichtung, heute ein nationales Denkmal
- Cornish Pump House

noch funktionsfähiges Pumpenhaus zur Entwässerung der Mine von 1882.

## Persönlichkeiten
- Jeff Coetzee (* 1977), Tennisspieler